# MatterHackers
MatterHackers là một công ty có trụ sở tại Quận Cam, California được thành lập vào năm 2012 cung cấp vật liệu và công cụ in 3D. MatterHackers đang phát triển phần mềm điều khiển máy in 3D của riêng họ, MatterControl.

## Lịch sử
MatterHackers được thành lập vào năm 2012 và có mặt trên mọi nền tảng từ trực tuyến đến vật lý, bán lẻ cho khách hàng. MatterHackers là một nhà triển lãm tại World Maker Faire New York 2013 Trong năm 2014, MatterHackers sẽ là nhà tài trợ cho Triển lãm Thế giới Máy in 3D 2014 được tổ chức tại Burbank, California.

## MatterControl
MatterControl là phần mềm của MatterHacker cho máy in 3D. Nó đang trong quá trình phát triển. "MatterControl là phần mềm miễn phí để tổ chức và quản lý công việc in 3D, với việc cắt lát tích hợp." MatterHackers đã tuyên bố rằng mặc dù họ có thể cung cấp các tính năng bổ sung như các trình cắm có trả phí, phần lõi MatterControl sẽ vẫn miễn phí.
Airwolf 3D cung cấp cho khách hàng phần mềm MatterControl cho máy in 3D của họ.
MatterControl Touch được ra mắt vào năm 2015. Đây là sản phẩm là bộ điều khiển máy in 3D, bao gồm việc cắt lát trên bo mạch, theo dõi từ xa và cân chỉnh tự động. Vào năm 2016, MatterHackers đã khởi chạy và cập nhật, và phiên bản MatterControl Touch lớn hơn được gọi là MatterControl T10

## Các dịch vụ
MatterHackers cũng cung cấp cho khách hàng các sản phẩm in 3D. Vào tháng 6 năm 2013, MatterHackers đã mở vị trí bán lẻ của riêng mình ở Lake Forest, California, nơi họ bán các vật tư, bộ phận và phụ kiện in 3D.
Các cửa hàng cũng mang máy in 3d được thực hiện bởi:
- Ultimaker [10]
- LulzBot
- SeeMeCNC
- Airwolf
- Type A Machines[11]

## Các sản phẩm
MatterHackers cung cấp nhiều lựa chọn vật liệu khác nhau, nhưng được biết đến với dòng sản phẩm PRO bao gồm:
- PRO Series PLA
- PRO Series ABS
- NylonX[12]
- PRO Series Nylon (Có nhiều màu)